# 鯨尾鱈
鯨尾鱈，為輻鰭魚綱鱈形目鼠尾鱈科的其中一種。分布於太平洋及大西洋Nazca及Salay Gomez海脊海域，屬深海底棲性魚類，棲息深度在290-1490公尺，體長可達44公分，棲息在大陸坡，生活習性不明。

## 扩展阅读
維基物種上的相關：鯨尾鱈